# 김정은 (미스코리아 대구)
김정은(金晶恩)은 2010 미스 대구 선(善) 출신 대한민국 광고 모델이자 프리 랜서 방송인이다.

## 생애

### 주요 이력
대구에서 출생하였고 지난날 한때 경상북도 상주에서 잠시 유아기를 보낸 적이 있으며 경상북도 안동에서 잠시 유년기를 보낸 적이 있는 그녀는 2010년 김하나(金하나)라는 본명(本名)으로 2010년 미스코리아 대구 선(善)에 입상을 하였고 대학을 나온 2014년 이름을 김정은(金晶恩)으로 개명(改名)하였다.

### 수상 경력
- 2010년 미스코리아 대구 선(善)

### 주요 경력
- 2010년 미스코리아 대구 선(善)
- 2013년 제55회 사법시험 합격.
- 2014년 변호사 개업.

### 학력
- 2010년 정화여자고등학교 졸업
- 2014년 계명대학교 무용학과 학사

## 출연작

### TV 프로그램
- 2015년 국방TV 《행복한 군대 이야기 - 행군기》 ... 軍人權相談